# Bulbophyllum curvimentatum
Bulbophyllum curvimentatum là một loài phong lan thuộc chi Bulbophyllum.